# Milzfarn
Der Milzfarn (Asplenium ceterach, Synonym: Ceterach officinarum), genauer Echter Milzfarn, auch Schriftfarn oder Apothekerfarn genannt, ist eine Pflanzenart aus der Gattung der Streifenfarne (Asplenium) innerhalb der Familie der Streifenfarngewächse (Aspleniaceae). Sie gehört zu den poikilohydren Pflanzen (Wechselfeuchte Pflanzen, so genannte „Auferstehungspflanzen“). Nach längerer Trockenheit sehen die Pflanzen eingerollt und vertrocknet aus; sobald es feucht wird, ergrünen sie.

## Merkmale

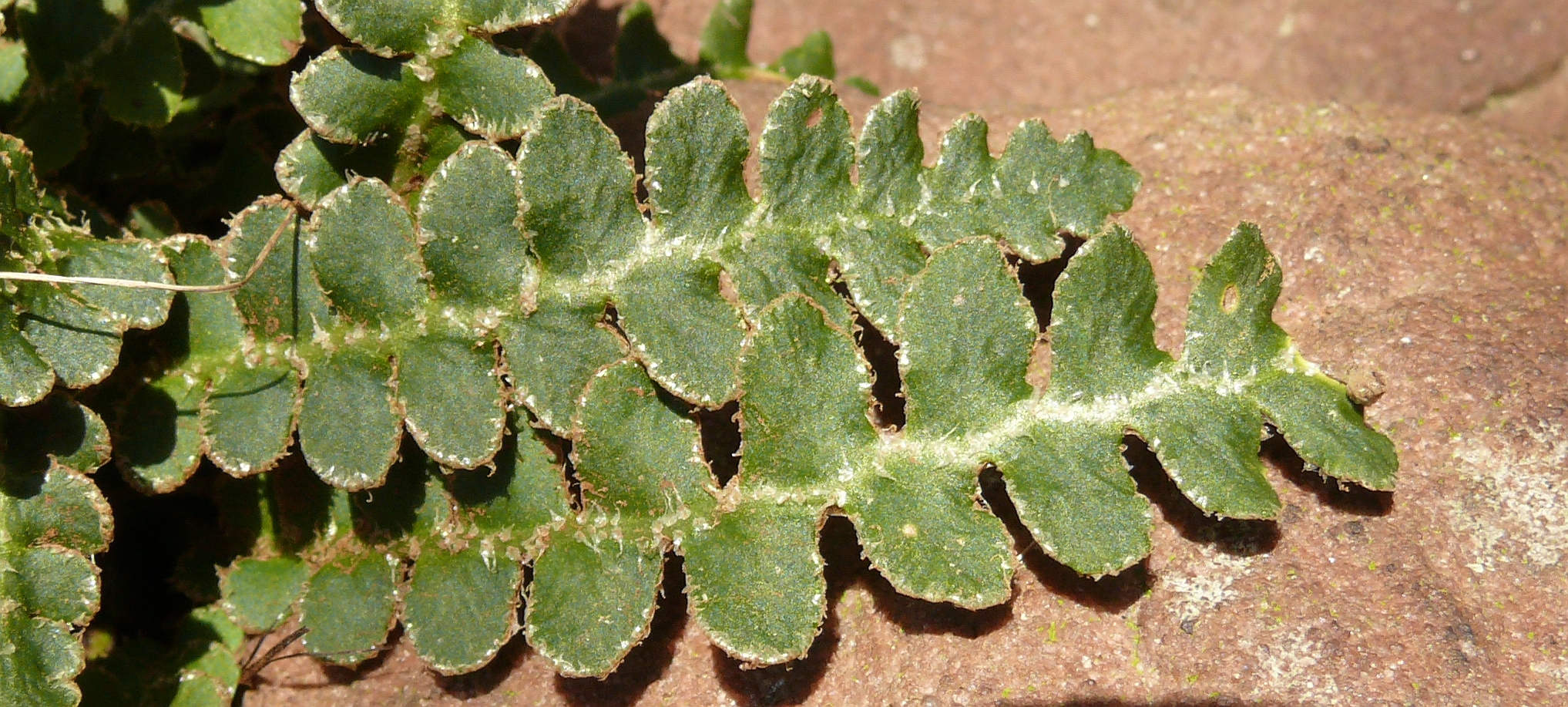
Wedeloberseite

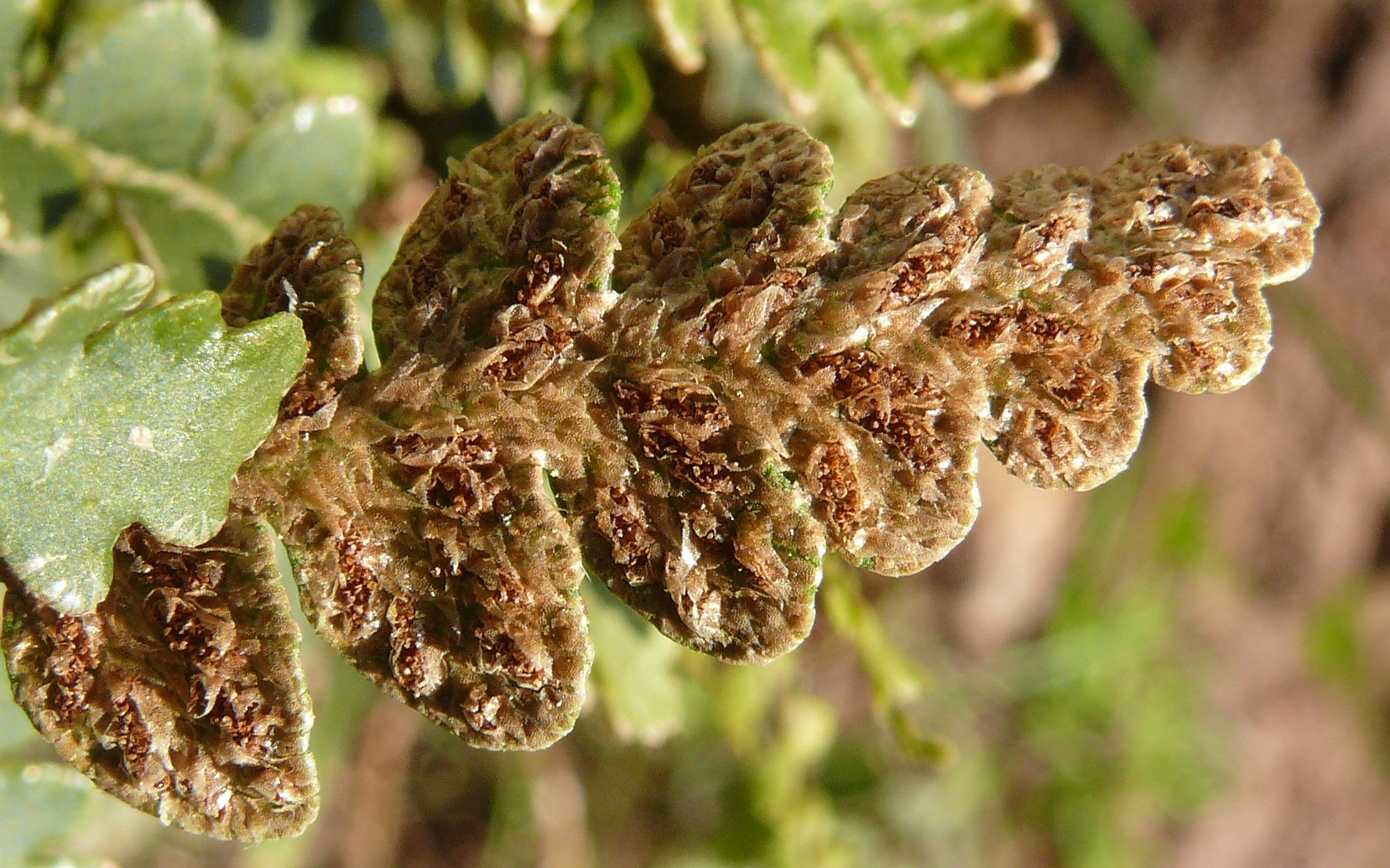
Wedelunterseite

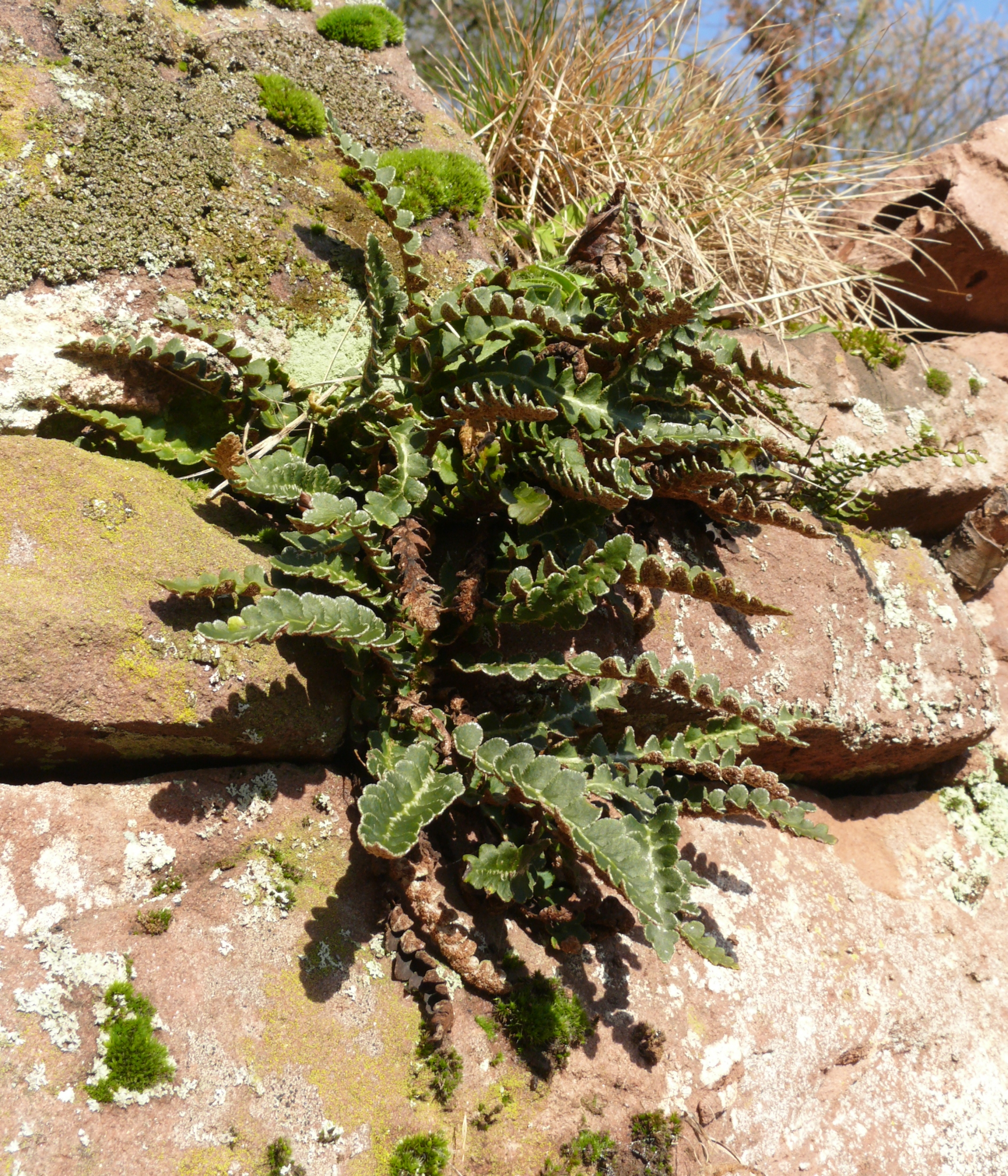
Milzfarn (Asplenium ceterach) im Spessart

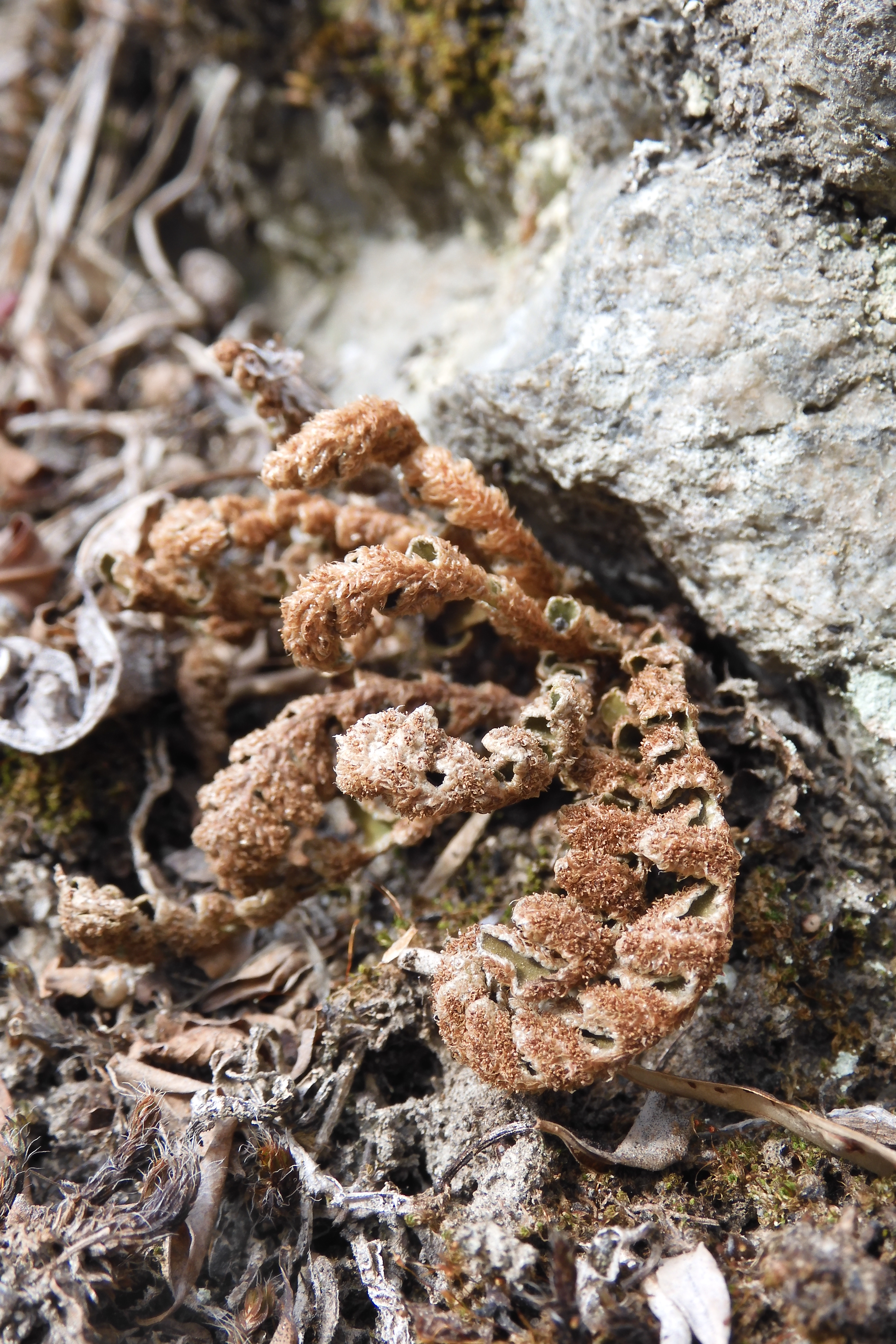
Bei Trockenheit eingerollte Wedel im Kanton Wallis

Der Milzfarn ist eine ausdauernde krautige Pflanze, die Wuchshöhen von 6 bis 20 Zentimetern erreicht. Das Rhizom ist kurz und mit schwarz-braunen, gewimperten, fadenförmig zugespitzten Spreuschuppen bedeckt. Die Blätter überwintern und sind in Stiel und Spreite gegliedert. Der Blattstiel ist mit einer Länge von bis zu 6 Zentimetern bedeutend kürzer als die Blattspreite und ist am Grund schwarz und wenigstens dort mit dunklen herz-eiförmigen buchtig gezähnten Spreuschuppen besetzt. Die Spreite ist im Umriss linealisch bis linealisch-lanzettlich, glanzlos, fiederschnittig, mit beiderseits jeweils in neun bis zwölf halb-kreisrunde bis eiförmige, ganzrandige Abschnitte geteilt. Die Blattunterseite ist mit bleibenden, einander ziegeldachig deckenden, hellbraunen, eiförmigen Spreuschuppen bedeckt. Diese stehen am Blattrand etwas vor und verleihen so dem Wedel einen silbrigen Saum. Bei Trockenheit rollen sich die Blätter zusammen. Die spreuschuppige Seite schützt dann das Pflanzenexemplar vor Verdunstung.
Die Sori sind linealisch und verlaufen zweireihig schräg zur Mittelrippe und sind anfangs unter den Spreuschuppen verdeckt.
Die Sporen erlangen ihre Reife im Süden zwischen Mai und Juni, im Norden von Juli bis Oktober.
Die Chromosomenzahl beträgt 2n = 144, nur bei der Unterart subsp. bivalens ist sie 2n = 72.

## Ökologie
Als Xerophyt ist der Milzfarn in verschiedener Weise an trockene Standorte angepasst. Bei Wasserverlust schränkt diese wechselfeuchte Pflanze ihre Stoffwechselprozesse ein, stirbt jedoch nicht ab.
Bei Trockenheit schrumpfen die Zellen auf der Wedeloberseite stärker ein, wodurch sich die mit Spreuschuppen besetzte Blattunterseite nach oben wendet und sich das Blatt schließlich nach innen einrollt. Die Verdunstungsrate wird hierdurch reduziert. Die rost-braunen Spreuschuppen reflektieren das einfallende Sonnenlicht in hohem Maße, wodurch das Chlorophyll geschützt wird. Sie unterstützen auch eine rasche Wasseraufnahme, da sie bereits bei kurzfristiger Feuchte, wie beispielsweise Nachttau, eine schnelle kapillare Wasserleitung fördern.

## Vorkommen und Gefährdung
Asplenium ceterach kommt in Europa, Nordafrika und von Vorderasien bis Xinjiang vor. Das Hauptverbreitungsgebiet des Milzfarns befindet sich in mediterranen Gebieten von der Ebene bis in höhere Gebirgslagen steigend. Sie ist in Mitteleuropa anzutreffen.
An der Stilferjoch-Straße erreicht der Milzfarn eine Höhenlage von 2456 Meter. In Frankreich wurden mehrere Fundstellen im Süden des Savoyen in Höhenlagen von 1100 bis 1600 Metern bestätigt. Ohne Schaden zu nehmen, widersteht Asplenium ceterach in dieser Region Trockenheitsperioden und beträchtlichen Temperaturunterschieden.
In Österreich ist der Milzfarn sehr selten im Burgenland und vom Aussterben bedroht; in Vorarlberg gilt der Milzfarn als ausgestorben. In Deutschland steht der Echte Milzfarn unter Naturschutz. In Deutschland findet man den Milzfarn in wintermilden Lagen und insbesondere in Weinbaugebieten der Flusstäler, wie beispielsweise dem Rheintal. Er ist in Deutschland durch die BArtSchV geschützt.
Der Milzfarn gedeiht in Fels- und Mauerspalten. Im gemäßigten Europa werden diese eher in sonnigen Lagen, in Südeuropa vorzugsweise an schattigen Standorten besiedelt. Asplenium ceterach ist pflanzensoziologisch eine Charakterart der Klasse Asplenietea trichomanes.
Die ökologischen Zeigerwerte nach Landolt et al. 2010 sind in der Schweiz: Feuchtezahl F = 1+ (trocken), Lichtzahl L = 5 (sehr hell), Reaktionszahl R = 4 (neutral bis basisch), Temperaturzahl T = 4+ (warm-kollin), Nährstoffzahl N = 1 (sehr nährstoffarm), Kontinentalitätszahl K = 4 (subkontinental).

## Systematik
Die Erstveröffentlichung von Asplenium ceterach erfolgte 1753 durch Carl von Linné in Species Plantarum, Tomus II, S. 1080 als. Synonyme für Asplenium ceterach L. sind: Ceterach officinarum DC. Ceterach vulgare Druce.
Je nach Autor gibt etwa fünf Unterarten, die sich hauptsächlich durch ihre Chromosomenzahl und ihre Sporengröße unterscheiden:
- Asplenium ceterach subsp. bivalens (D.E.Meyer) Greuter & Burdet (Syn. Asplenium javorkeanum Vida, Ceterach javorkeanum (Vida) Soó): Diese Unterart ist mit einer Chromosomenzahl von 2n = 72 diploid, die Größe der Sporen reicht von 32 bis 39 µm[11]. Sie ist selten und kommt in Italien, Ungarn, Südosteuropa und in der Türkei nur in Anatolien vor.[1]
- Asplenium ceterach L. subsp. ceterach: Dies ist die verbreitetste Unterart; sie ist tetraploid mit Chromosomenzahl von 2n = 144, die Größe der Sporen reicht von 41 bis 48 µm[11]. Sie kommt in Europa (vor allem im  Mittelmeerraum), in Nordafrika und in Vorderasien bis Ostasien vor.
- Asplenium ceterach subsp. mediterraneum Pinter (Syn.: Asplenium cyprium Viane & Van den Heede): Die 2002 erstbeschriebene Unterart kommt in Tunesien, Griechenland, Italien, auf Sizilien, Sardinien und Zypern vor.[10]
- Asplenium ceterach subsp. mantoniae (Váróczy & Vida) Jermy: Sie kommt nur in Ungarn und Algerien vor.[1]
- Asplenium ceterach subsp. troodeum (Viane & van den Heede) Viane: Diese Neukombination erfolgte 2002 und sie kommt nur auf Zypern vor.[1]

Die Hybride zwischen Asplenium ceterach subsp. bivalens und Asplenium ceterach subsp. ceterach ist:
- Asplenium ceterach nothosubsp. mantoniae (Váróczy & Vida) Jermy → Asplenium ceterach subsp. mantoniae (Váróczy & Vida) Jermy: Sie ist triploid. Sie wurde zu Ehren der Farnspezialistin Irene Manton benannt. Sie kommt vor, wo die Eltern aufeinander treffen.

## Besonderheiten
Im Mittelalter wurde der als ceterac und cetrac (von arabisch chet[e]rak) bezeichnete Farn als Arznei gegen Milzerkrankungen und zum Austreiben von Fieber verwendet. Insbesondere in pulverisierter Form fand Milzfarn Anwendung, so etwa bei einer im 15. Jahrhundert tätigen Laienärztin namens Polhaimerin in Niederbayern, die sich auf die Austreibung von Harnsteinleiden spezialisiert hatte.

## Trivialnamen
Für den Milzfarn bestehen bzw. bestanden auch die weiteren deutschsprachigen Trivialnamen: Cetarad, Ceterac, Ceterrad, Cetrac, Kleine Hirschzunge (Thüringen), Milzfarn (Schlesien), Milzkraut, Nösselfahrn, Steinfarn und Zecht.